# Galeosoma pluripunctatum
Galeosoma pluripunctatum är en spindelart som beskrevs av Hewitt 1919. Galeosoma pluripunctatum ingår i släktet Galeosoma och familjen Idiopidae. Inga underarter finns listade i Catalogue of Life.